# 경상남도사천교육지원청
경상남도사천교육지원청(慶尙南道泗川敎育支援廳, Sacheon Office of Education)은 경상남도 사천시의 교육을 담당하기 위해 경상남도교육청 산하에 설치된 교육지원청이다.
교육장은 장학관으로 보한다.

## 연혁
- 1953년 6월 4일: 사천교육구 독립
- 1956년 7월 8일: 사천교육구, 삼천포교육구 독립
- 1973년 2월 26일: 삼천포시 교육청 통합
- 1995년 6월 1일: 경상남도사천교육청으로 명칭 변경
- 2010년 9월 1일: 경상남도사천교육지원청으로 개칭

## 조직

### 본청
- 교육지원과
  - 초등교육담당
  - 중등교육담당
  - 평생·체육담당
  - 보건•급식담당
- 행정지원과
  - 행정지원담당
  - 교육재정담당
  - 교육협력담당
  - 학교지원담당
  - 시설지원담당
  - 전산정보담당

### 부속기관
- 특수교육지원센터
- 학교컨설팅장학 지원센터
- 사천영재교육원

### 소속기관
- 삼천포도서관
- 사천도서관
- 삼천포학생체육관

### 관내학교
유치원
- 사천유치원
- 선진유치원

초등학교
| - 곤명초등학교 - 곤양초등학교 - 남양초등학교 - 노산초등학교 - 대방초등학교 - 마도분교 | - 대성초등학교 - 동성초등학교 - 문선초등학교 - 사남초등학교 - 사천초등학교 | - 삼성초등학교 - 삼천포초등학교 - 신수도분교 - 서포초등학교 - 수양초등학교 | - 용산초등학교 - 용현초등학교 - 정동초등학교 - 축동초등학교 |

중학교
| - 곤명중학교 - 곤양중학교 - 남양중학교 | - 사천여자중학교 - 사천중학교 - 삼천포여자중학교 | - 삼천포제일중학교 - 삼천포중앙여자중학교 - 삼천포중학교 | - 서포중학교 - 용남중학교 |

## 같이 보기
- 교육부
- 경상남도
- 경상남도청
- 경상남도교육청